# Museo de la Ciudad (Tuxtla Gutiérrez)
El Museo de la Ciudad (Tuxtla Gutiérrez) es un recinto histórico que se encuentra en Tuxtla Gutiérrez, México. Cuenta con tres exhibiciones permanentes y una sala para exposiciones temporales; el museo se dedica a la historia y desarrollo de Tuxtla Gutiérrez.

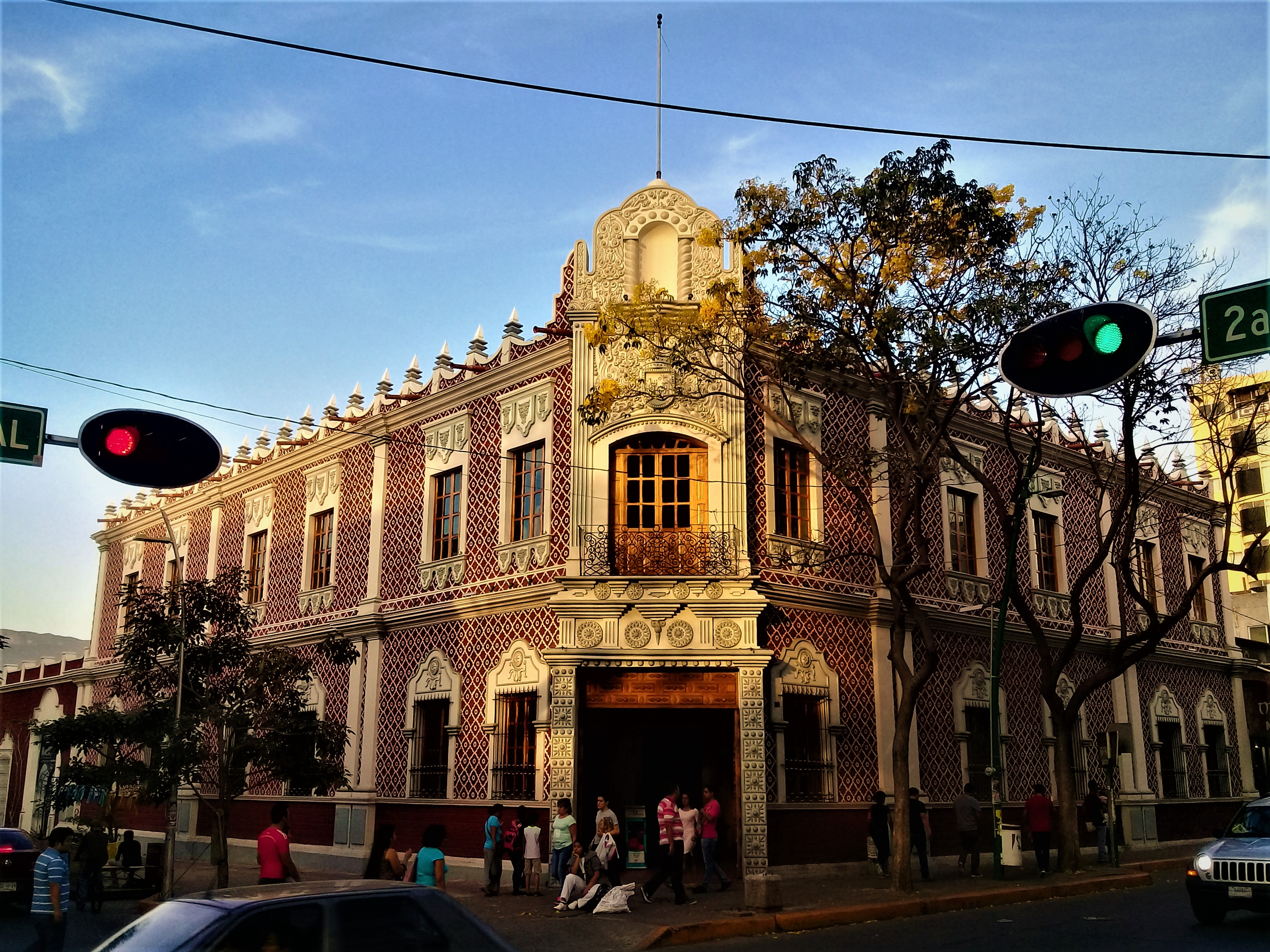
Museo de la Ciudad de Tuxtla Gutiérrez

Los orígenes de propiedad del terreno donde está el edificio se remontan a Doña Úrsula Espinosa, señora acaudalada del siglo XIX; en 1917 en este sitio se
construye un mercado improvisado que trataba de una construcción con contados muros y columnas que no superaban los 2 metros de altura, también, “a lo largo de su historia llegó a funcionar brevemente como plaza de toros” (Escobar H. 2000). Entre 1928 y 1932, siendo gobernador del estado el Ing. Raymundo E. Enríquez vende dicho terreno al Ing. Rodolfo Ruiz quien a su vez se lo transfiere a Don Noé Vázquez Rincón. En 1940, cuando Rafael Pascasio Gamboa (sobrino del Sr. Vázquez Rincón) era gobernador, le solicitó donar el terreno con el único fin de que ahí se construyera el nuevo Palacio municipal para la capital chiapaneca, este, no tuvo ningún inconveniente y sin pensarlo dona el terreno al pueblo de Tuxtla (López J. 1998).
Fue construido entre 1941 y 1942, el diseño fue realizado por el arquitecto Francesco D'Amico y la obra estuvo a cargo del arquitecto y pintor Andrés Luna. El inmueble fue inaugurado el 31 de diciembre de 1942 a las 21:00 horas, el costo de la construcción fue de $125, 000,00 pesos. El inmueble funcionó como Palacio municipal de 1942 a 1982 exactamente 40 años, siendo 19 presidentes municipales quienes lo ocuparon. En 1982, el entonces gobernadorJuan Sabines Gutiérrez, cedió a manera de permuta el lugar a la Confederación de Trabajadores de México(CTM) . Fue hasta el año 2000 en el gobierno de Pablo Salazar Mendiguchía cuando formalmente se recupera el edificio debido a su valor artístico, entregándole a la CTM otro edificio y este, en comodato a la Fundación Fernando Castañón Gamboa, con el objetivo de albergar el “Museo de la Ciudad de Tuxtla Gutiérrez”.

## Ubicación
Se ubica en el centro de Tuxtla Gutiérrez, México, en la esquina de Avenida Central y la 2ª Calle poniente.

## Características como Palacio de Gobierno Municipal
Los colores de la fachada presentan un relieve con tonalidad rojo indio, blanco y azul grisáceo; son de estilo ecléctico ya que combina el estilo neocolonial y neobarroco, con ornamentos de ajaracas o lacerías (relieves que decoran las paredes con formas romboidales); florones o capiteles con influencia del estilo árabe y mudéjar. El arquitecto Andrés Luna, originario de Puebla quien era un gran dibujante y artesano, fue el encargado de la realización del diseño de los yesos que forman los cientos de ajaracas que cubren la fachada, eligió pintarlos a manera que imitasen la piedra tezontle 17 y la piedra chilina (López J. 1998).
Funcionalmente, el edificio si era funcional, existía una buena movilidad ya que el flujo de personas era bajo, entre 15 y 20 personas eran los que trabajaban ahí, las áreas estaban más ocupadas por papeles y carpetas almacenadas y/o archivadas que de personas, el edificio no carecía de espacios y debido a los colores neutros en su interior (mayormente un blanco opaco) se experimentaba una sensación agradable entre el usuario y el edificio.
Como Palacio Municipal albergaba en planta baja: los juzgados menores, la tesorería municipal, la oficina del servicio de agua y alcantarillado, la oficina de limpia, de mercados y panteón municipal y la oficialía de partes. Luego pasando por un patio de por medio estaban las oficinas de la policía municipal, la cárcel preventiva 20 , un patio enrejado y la cochera descubierta para la famosa “Julia”. En planta alta se ubicaba el despacho del Presidente municipal, la Secretaría del ayuntamiento, la sala de audiencias, el archivo y el auditorio (López J. 1998).